# Абдулазиз, Юсуф
Юсуф Абдулазиз (англ. Yusuf Abdulazeez; род. 9 марта 2002, Акуре) — нигерийский футболист, нападающий шведского клуба «Норрбю».

## Клубная карьера
Является воспитанником «Гомбе Юнайтед». В его составе дебютировал в чемпионате Нигерии 23 января 2019 года в игре против «Кано Пилларс», проведя на поле 60 минут. В следующей своей игре против «Насарава Юнайтед» забил два мяча, чем помог разгромить соперника. По итогам чемпионата «Гомбе Юнайтед» вылетел в национальную лигу. Там Абдулазиз с клубом провели два сезона, прежде чем вернулись обратно в 2021 году. В новом чемпионате нападающий принял участие в 38 матчах и забил 16 мячей, войдя с этим показателем в тройку лучших бомбардиров.
11 августа 2022 года заключил контракт со шведским «Мьельбю», рассчитанный на три с половиной года. Из-за проблем с переездом и получением рабочей визы присоединился к команде в середине сентября. 10 октября впервые попал в заявку клуба на матч с «Норрчёпингом», но на поле не появился.

## Клубная статистика
| Выступление      | Выступление      | Выступление      | Лига | Лига | Кубки | Кубки | Прочие | Прочие | Итого | Итого |
| Клуб             | Лига             | Сезон            | Игры | Голы | Игры  | Голы  | Игры   | Голы   | Игры  | Голы  |
| ---------------- | ---------------- | ---------------- | ---- | ---- | ----- | ----- | ------ | ------ | ----- | ----- |
| Гомбе Юнайтед    | NPFL             | 2019             | 15   | 4    | 0     | 0     | —      | —      | 15    | 4     |
| Гомбе Юнайтед    | NPFL             | 2021/22          | 38   | 16   | 0     | 0     | —      | —      | 38    | 16    |
| Гомбе Юнайтед    | Итого            | Итого            | 53   | 20   | 0     | 0     | —      | —      | 53    | 20    |
| Мьельбю          | Алльсвенскан     | 2022             | 2    | 0    | 4     | 0     | —      | —      | 6     | 0     |
| Мьельбю          | Алльсвенскан     | 2023             | 2    | 0    | 0     | 0     | —      | —      | 2     | 0     |
| Мьельбю          | Итого            | Итого            | 4    | 0    | 4     | 0     | —      | —      | 8     | 0     |
| → Шёвде          | Суперэттан       | 2023             | 13   | 6    | 0     | 0     | 2      | 1      | 15    | 7     |
| → Шёвде          | Итого            | Итого            | 13   | 6    | 0     | 0     | 2      | 1      | 15    | 7     |
| → Варберг        | Суперэттан       | 2024             | 20   | 3    | 4     | 3     | —      | —      | 24    | 6     |
| → Варберг        | Итого            | Итого            | 20   | 3    | 4     | 3     | —      | —      | 24    | 6     |
| Всего за карьеру | Всего за карьеру | Всего за карьеру | 90   | 29   | 8     | 3     | 2      | 1      | 100   | 33    |